# Exidmonea curvata
Exidmonea curvata är en mossdjursart som först beskrevs av John Borg 1944.  Exidmonea curvata ingår i släktet Exidmonea och familjen Tubuliporidae. Inga underarter finns listade i Catalogue of Life.